# Arthonia madreana
Arthonia madreana är en lavart som beskrevs av Egea & Torrente. Arthonia madreana ingår i släktet Arthonia och familjen Arthoniaceae.   Inga underarter finns listade i Catalogue of Life.